# Orgyia ariadne
Orgyia ariadne är en fjärilsart som beskrevs av Alexander Schintlmeister 1994. Orgyia ariadne ingår i släktet fjädertofsspinnare, och familjen tofsspinnare. Inga underarter finns listade i Catalogue of Life.